# فيرا ساندبرغ
فيرا ساندبرغ (بالسويدية: Vera Sandberg)‏ هي مهندسة سويدية، ولدت في 23 مايو 1895 في Ljungby parish, Allbo-Sunnerbo provsti ‏ في السويد، وتوفيت في 24 ديسمبر 1979 في Hedvig Eleonora Parish ‏ في السويد.